# Parc archéologique Falerio Picenus
Le site archéologique de l'ancienne ville de Falerio Picenus est situé dans le hameau de Piane di Falerone, à gauche de la rivière Tenna ; c'est environ 2 km du centre actuel de Falerone dans la province de Fermo.
En 90 av. J.-C., au pied de Mons Falarinus (plus tard Falerone médiéval), a lieu la défaite des Romains de Gneo Pompeo Strabone par les picéniens  commandés par Gaio Vidacilio, Publio Ventidio et Tito Lafrenio, sur le chemin des légions romaines vers Fermo. 
En 29 av. J.-C., dans la centuriation augustéenne de la vallée de Tenna, fut construite Falerio Picenus, point de jonction entre Firmum, Urbs Salvia et Ausculum . La représentation graphique de Falerio Picenus dans le codex Acernario du VIe siècle, avec les deux portes, au nord vers Urbs Salvia, et au sud vers Novana et Ausculum, confirme l'importance du castrum. 
Aux IVe et Ve siècles, le siège de l'évêque de Falerio passe à Fermo, signe clair de l'état de déclin de la ville romaine déjà en proie à des hordes barbares et à la dépopulation et à la perte de prestige des centres romains au profit des grandes villes.
L'existence de Falerio Picenus est déjà attestée dans l'Antiquité. En particulier Balbo, arpenteur-géomètre d'Auguste, dit dans certains de ses fragments recueillis par Frontino : « Ager Falerionensis limitibus maritimis et Gallicis est adsignatus. » Pline l'Ancien mentionne également son appartenance ethnique en listant les populations du V Regio Augustea dans son Histoire naturelle : « In ora Cluana, Potentia, Numana a Siculis condita... intus Auximates, Veregrani, Cingulani, Cuprenses cognomine Montani, Falarienses... »
Nous n'avons pas d'information sur la période de la fondation-même de Falerio même si le rescrit impérial de Domitien, daté de 82 après J.-C. et relative à une querelle de longue date entre les habitants de Falerone et ceux de Fermo au sujet de la subseciva, assure que Falerio devait déjà avoir été une colonie importante à l'époque augustéenne.
Le Mommsen alors, dans son Corpus Inscriptionum Latinarum, déclare que la fondation de Falerio remonte à une cession de terres qui a eu lieu après la bataille d'Actium en 31 av. J.-C. soustraire des territoires au détriment du Fermum voisin.

## La structure urbaine
La colonie de Falerio Picenus bordait au nord-est avec celle de Fermo, au nord-ouest avec Urbs Salvia, au nord avec Pausola, au sud avec Novana, à l'ouest avec Asculum . L'importance économique et stratégique particulière de la zone provenait de la proximité de la rivière Tenna et de l'embranchement de la route venant de Fermo : une direction se développait le long du cours de la rivière et allait jusqu'à Ascoli Piceno, l'autre était vers Urbs Salvia.
Selon les canons alors en vigueur, la colonie était articulée sur deux axes orthogonaux: le cardo, dans une direction nord-sud et coïncidant avec l'actuelle Via del Pozzo et le decumanus qui reliait le théâtre à l'amphithéâtre d'est en ouest. De ces deux routes principales, les routes secondaires qui constituaient la structure de la colonie urbaine ont été divisées. La ville devait certainement avoir une cohérence remarquable, si l'on considère que son périmètre s'étendait sur environ deux kilomètres, sans tenir compte des espaces extérieurs dédiés aux cimetières.

## Le parc archéologique
L'ensemble de la zone archéologique peut être brièvement divisé en deux parties: la première, la centrale, est substantiellement compromise par le bâtiment incontrôlé qui a eu lieu à partir des années soixante; le second, vers le nord-est, est plutôt peu urbanisé et donc susceptible d'être redécouvert et valorisé. Très positif est le fait que les surfaces autour du théâtre sont restées pratiquement inédites. Même la zone entourant l'amphithéâtre, bien que partiellement compromise, offre encore suffisamment d'espace pour intervenir.
Le parc archéologique de Falerio Picenus a été créé avec la mise en œuvre de la loi régionale n ° 16 de 1994 et constitue d'une part la reconnaissance officielle de la valeur historique et culturelle de la zone, d'autre part, il pose tous les prémisses nécessaires à sa progression renforcement.

### Les monuments

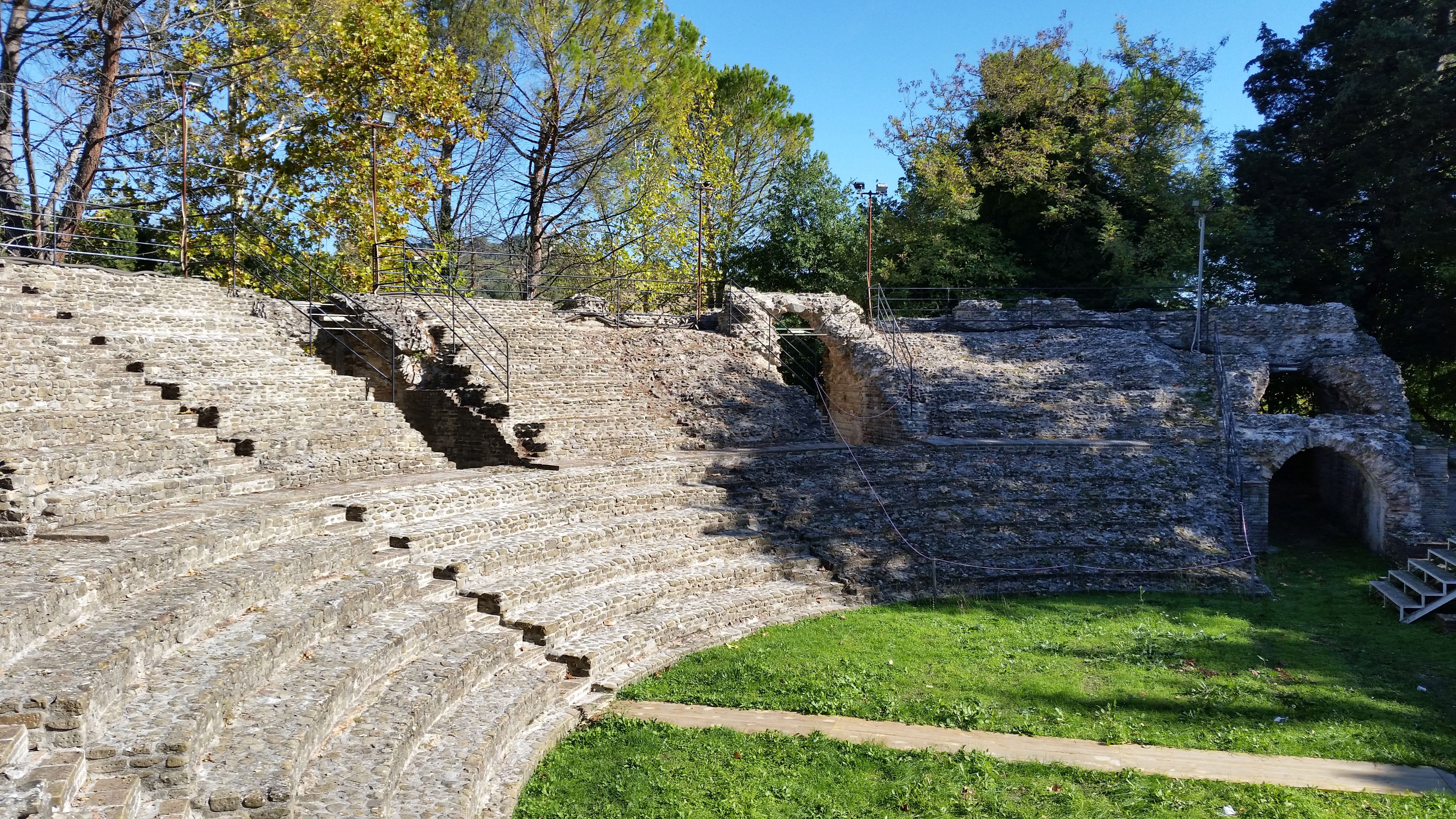
Théâtre de Falerio Picenus.

#### Le théâtre
Le théâtre, situé à l'extrémité de l'ancien tracé urbain, est l'un des bâtiments théâtraux romains les mieux conservés des Marches, bien que pillé dans sa décoration, avec une capacité d'environ 1 600 places assises. Les deux premiers ordres de la cavea, l'orchestre, les deux entrées latérales, le proscenium et ce qui reste de la scène peuvent encore être admirés de la construction monumentale, attribuable à l'époque augustéenne, bien qu'achevée sous Tibère. 
Le théâtre, exploré comme les autres monuments à partir des fouilles papales de 1777, est en excellent état et est toujours utilisé pour des représentations théâtrales. Il s'élève dans la zone orientale de la ville romaine, au début de l'actuelle ville de Piane di Falerone.
La cavea a un diamètre d'environ 50 mètres et est construite sur des bâtiments voûtés. À l'extérieur, la structure présente une façade voûtée dont subsistent de nombreux socles à demi-colonnes autrefois recouverts de marbre. L'avant-scène qui délimite l'orchestre avec une structure de niches semi-circulaires également décorées de marbre est bien conservé. Du théâtre sortent deux statues de Cérès et deux autres au Louvre. Le théâtre était certainement une raison de prestige pour la ville. Vers le milieu du IIe siècle. ré. C. a été ornée de statues offertes aux Faleronesi par Antonia Picentina, épouse d'Antonin le Pieux et prêtresse de Faustina Maggiore. Suétone confirme l'importance de la ville en disant dans sa Vita Augusti qu'Octavian voulait la colonie «presque semblable à Rome». La zone dispose d'un grand parking et est reliée au musée archéologique civique. De là, les autres zones du parc sont accessibles à pied.

#### L'amphithéâtre

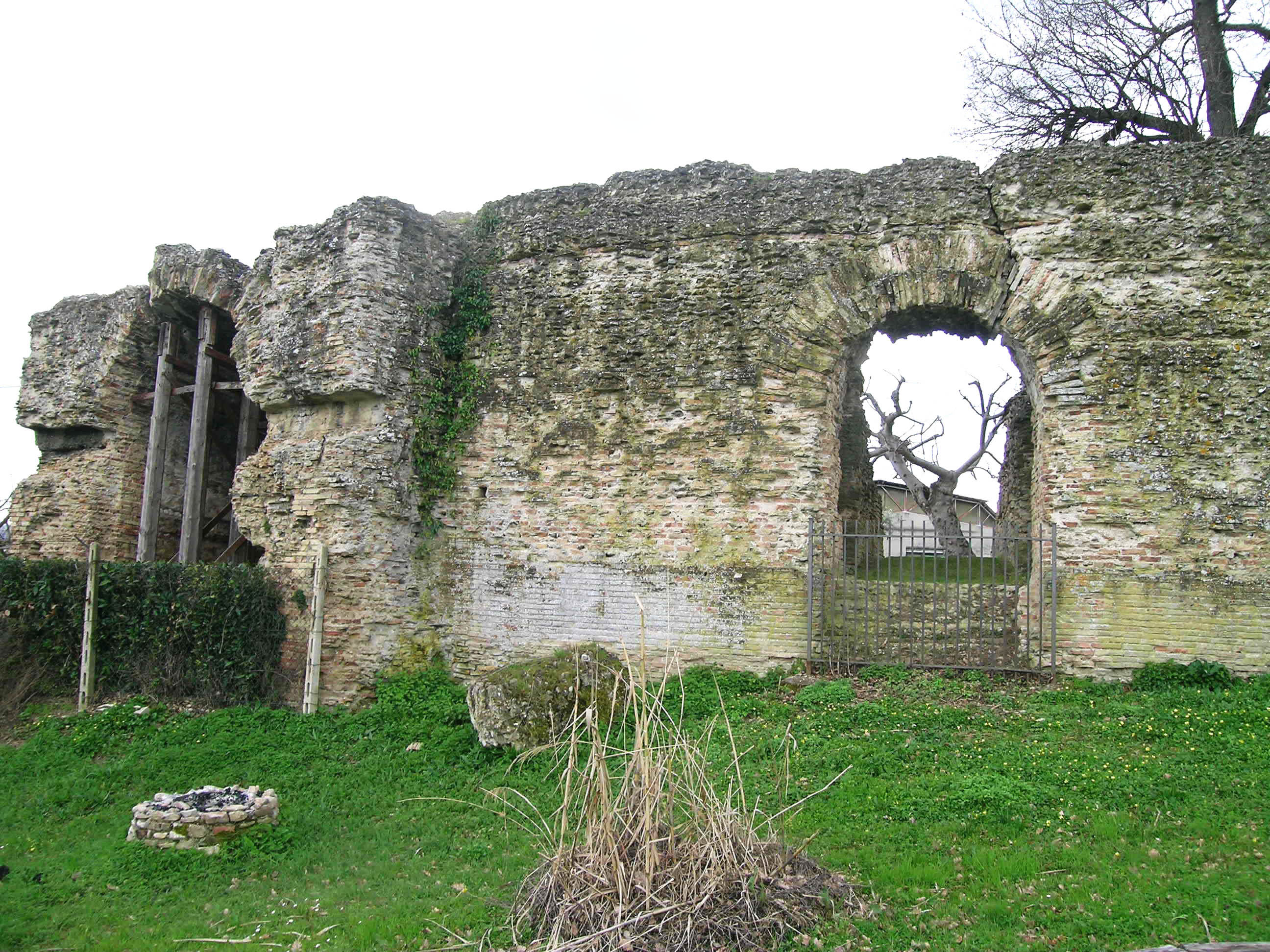
Partie restante de l'amphithéâtre de Falerio Picenus.

À environ trois cents mètres du théâtre, à l'extrémité orientale de la colonie, se trouve l'amphithéâtre, datant également du premier siècle après J.-C. Selon une reconstruction du XIXe siècle, le bâtiment avait naturellement un plan elliptique, avec le grand axe orienté est-ouest et long de 120 mètres, tandis que le plus court mesurait environ 105 mètres. Il y avait vraisemblablement douze portes d'accès, dont quatre donnaient directement dans l'arène, tandis que les huit autres donnaient accès au podium et aux gradins qui étaient divisés en trois ordres différents.
On pense que l'Amphithéâtre était entouré d'un portique au service des quelque six mille spectateurs qu'il pouvait accueillir. Probablement un grand velarium protégeait les marches du soleil et des intempéries.
De l'amphithéâtre, seuls quelques secteurs du mur d'enceinte sont visibles, mais suffisants pour comprendre la structure puissante.

#### Autres monuments
Le long du tronçon nord du Cardo, subsistent  les restes d'une grande citerne d'eau communément appelée «bains de la reine» : il s'agit d'un réservoir divisé en trois sections successives servant à la distribution de l'eau à la colonie.
Tant à l'intérieur qu'à l'extérieur de la zone archéologique, il existe de nombreuses autres vestiges de moindre importance, mais toujours intéressants pour l'étude et la reconstruction de l'ensemble de la zone. Ce sont les vestiges d'édifices publics civils et religieux, de maisons privées, de monuments sépulcraux.

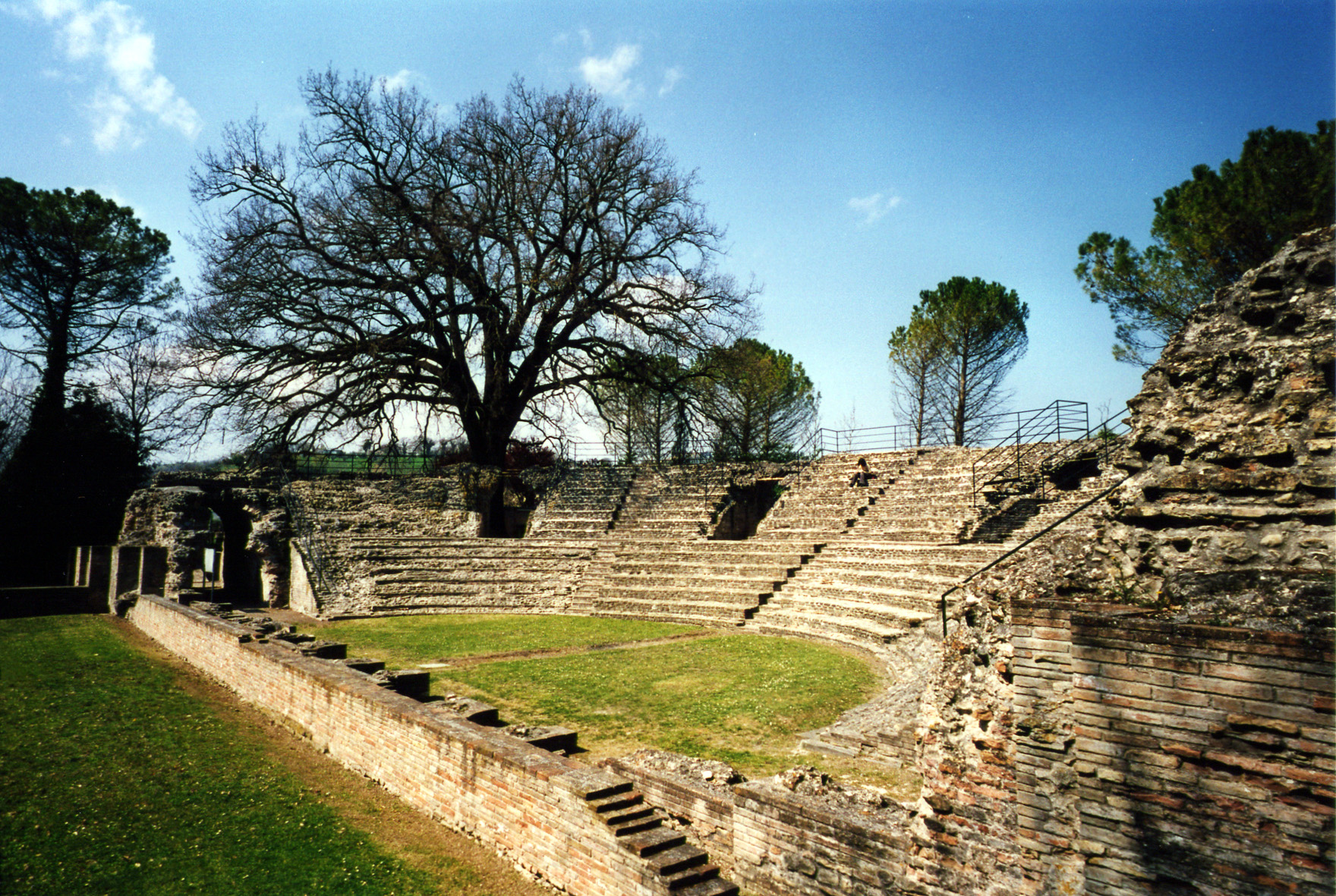
théâtre de Falerio Picenus
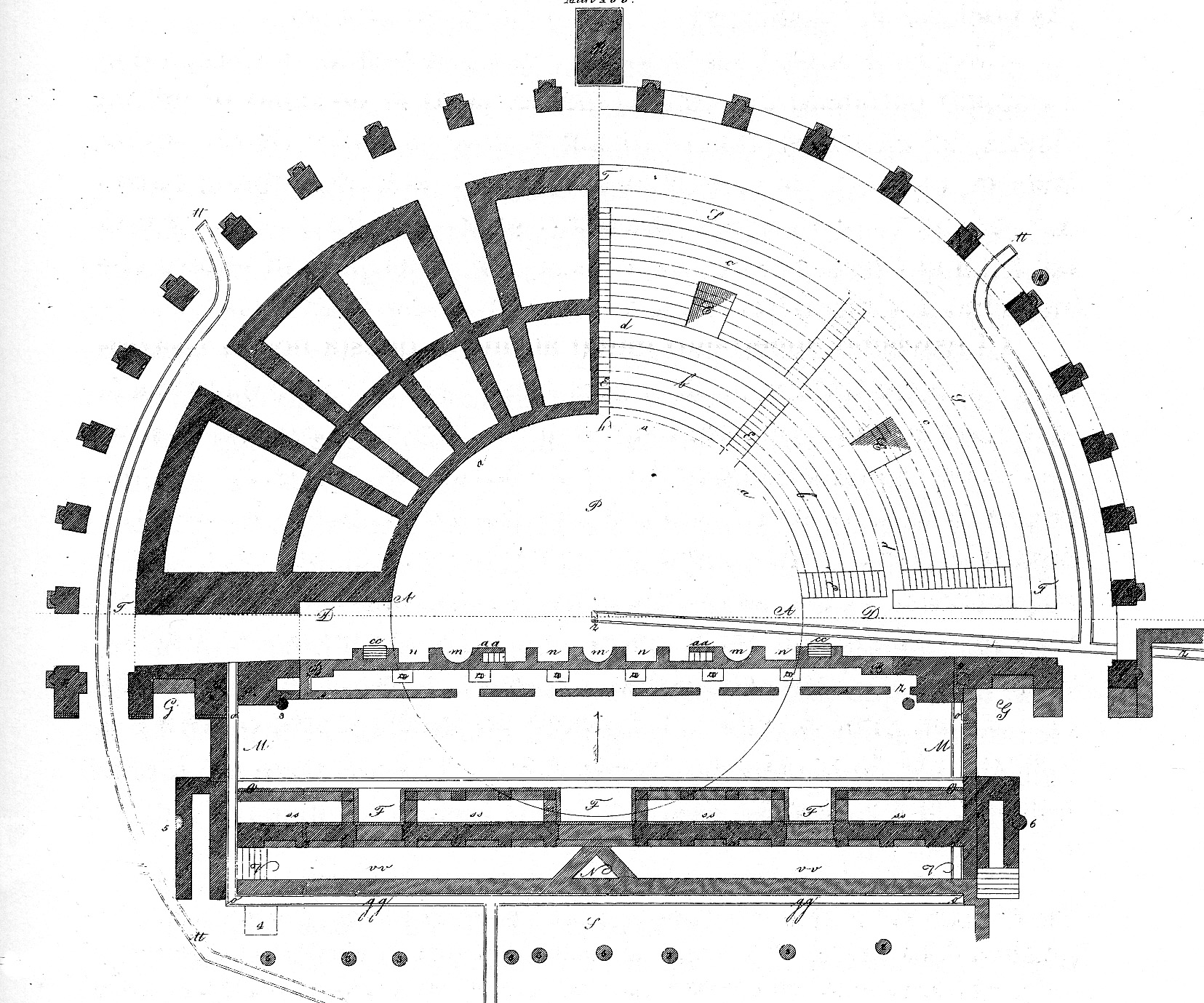
plan du théâtre
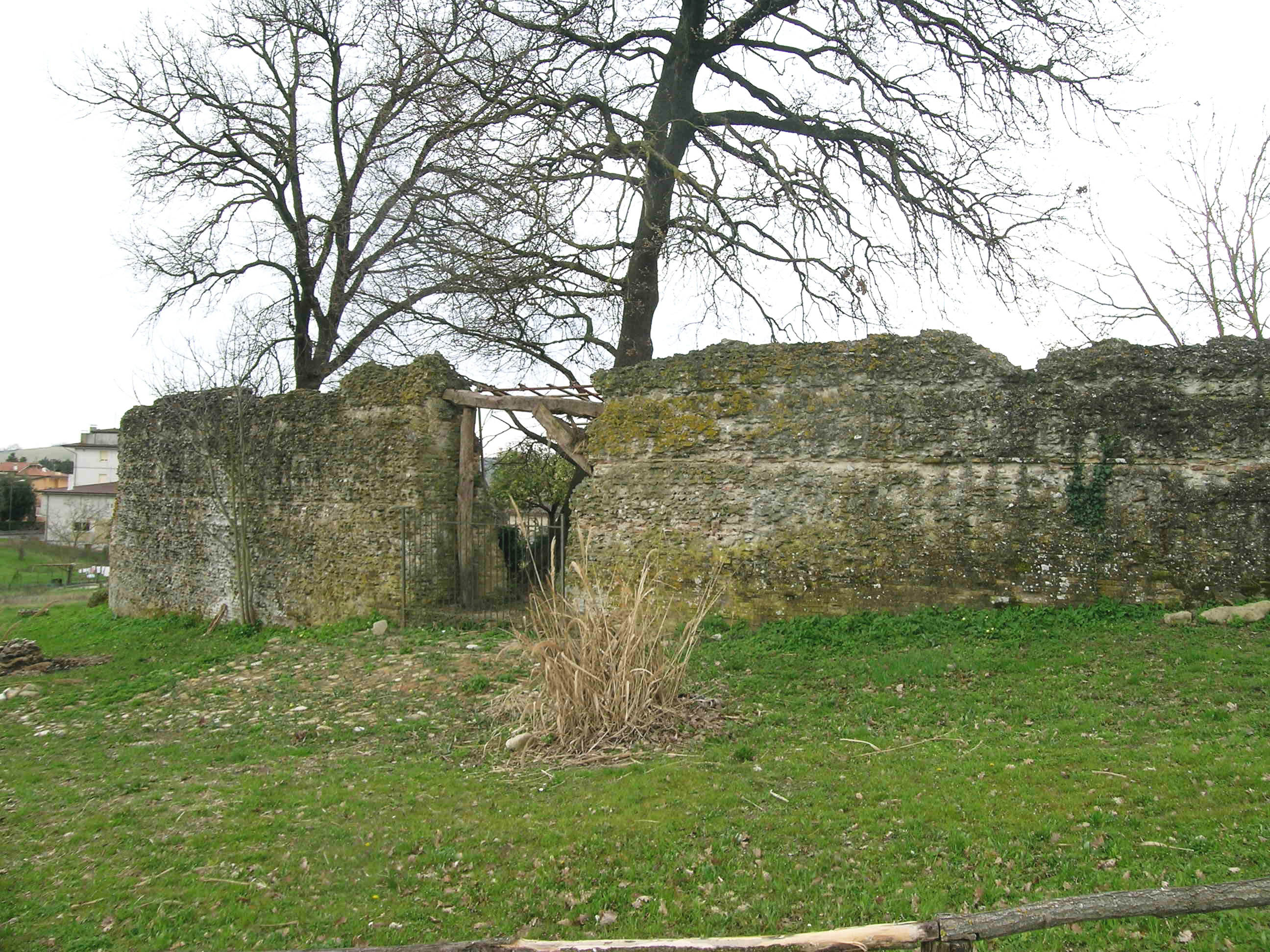
Amphithéâtre

## Fouilles archéologiques
La première campagne de fouilles remonte à 1777 à la demande de Pie VI . Il a été largement documenté par le notaire de Falerone Barnaba Agabiti dans un manuscrit publié en 1971 par son concitoyen le professeur Pompilio Bonvicini. 
À partir de la fin du XVIIIe siècle, la recherche archéologique se développe de plus en plus, même si elle implique souvent de simples pillages effectués sans les autorisations nécessaires et donc clandestines.
Parmi celles-ci, celles commencées quelques années plus tard par les frères Raffaele et Gaetano De Minicis qui, en 1836, entreprirent de nouvelles fouilles dans la zone du Théâtre. Les autorités papales ont immédiatement ordonné la saisie des objets trouvés même si les De Minicis ont réussi à l'éviter en promettant de les récupérer chez eux à Fermo. C'est ainsi qu'est née la très importante collection De Minicis, qui, quelques années plus tard, se dispersa cependant pour aboutir en partie dans la commune de Fermo et en partie dans celle de Falerone. Cependant, de nombreuses découvertes se sont retrouvées entre les mains de collectionneurs privés et leurs traces ont définitivement disparu.

## Musée archéologique civique Pompilio Bonvicini
La partie de la collection De Minicis restée à Falerone, sur ordre du commissaire préfectoral de l'époque Amadio, en 1928, fut transférée à la mairie avec d'autres découvertes données par des particuliers.
En 1966, lors de la restauration du siège municipal, les trouvailles ont été déplacées dans l'ancien couvent de San Francesco pour rester exposées au public. Dans les derniers jours de 1967, cependant, le vol d'une tête de femme de l'époque impériale amena le surintendant régional à imposer la fermeture du musée.
Toutes les trouvailles ne sont retournées pour être réexposées au public qu'en 1982 par l'administration municipale assistée de quelques bénévoles. La collection, dans un cadre entièrement rénové et agrandi ces dernières années, est depuis restée logée dans deux ailes au rez-de-chaussée de l'ancien couvent franciscain.
L'équipement du musée Faleronese comprend des découvertes importantes dont trois grandes statues : deux gemines féminines de l'âge Antonin et une d'une toge. Nous avons également une statue masculine de tradition hellénistique, un torse en marbre d'une jeune divinité, peut-être un Eros, et une tête de femme. Parmi les découvertes principales, il y a aussi un Hermès sans tête d'Héraclès et un petit torse d'une divinité masculine.
La section épigraphique est importante et possède une riche collection d'inscriptions. Parmi lesquels les plus importants sont une dédicace à Octavia de l'époque augustéenne et une autre à la déesse Cupra. Une partie de la section est un tableau en bronze avec la transcription du rescrit de Domitien de 82 d. C. qui traite du différend entre Faleronais et Fermains sur les territoires frontaliers.
La collection est complétée par de nombreuses autres trouvailles, dont un bol aux dimensions généreuses, plusieurs urnes cinéraires, plusieurs éléments architecturaux ainsi que des objets d'usage courant. Enfin, des frises et des cadres d'art roman et gothique sont exposés.

## Art de Falerio Picenus
De nombreuses trouvailles de Falerio Picenus sont actuellement exposées dans d'importants musées italiens et étrangers. Au musée archéologique national des Marches à Ancône, il y a une mosaïque et d'autres éléments architecturaux, tandis qu'au Louvre à Paris il y a un Persée et un Niké. Un sol en mosaïque précieux est exposé dans les musées du Vatican, tandis qu'à Fermo, à proximité, une tête de l'empereur Auguste et une acier en bronze sont visibles.